# Achille Compagnoni
Achille Compagnoni, född 26 september 1914 i Sant'Antonio Valfurva, Sondrio, Lombardiet, död 13 maj 2009  i Aosta, Valle d'Aosta, var en italiensk bergsbestigare. Han var den förste att bestiga K2, vilket inträffade den 31 juli 1954 tillsammans med Lino Lacedelli. Compagnoni avled 2009 och Lacedelli ett halvår senare. 